# L'Annonciation (Masolino)
Pour les articles homonymes, voir Annonciation (homonymie).
L'Annonciation est un tableau réalisé vers 1423-1424 par le peintre italien Masolino da Panicale. Cette tempera sur bois représente l'Annonciation encadrée par une arche. Elle est conservée à la National Gallery of Art, à Washington, aux États-Unis.